# Spojená knížectví
Spojená knížectví (rumunsky Principatele Unite) byl rumunský státní útvar existující v letech 1858–1881. Celý název zněl Spojená knížectví Moldávie a Valašska a od roku 1862 Rumunská spojená knížectví (rumunsky Principatele Unite Române). Jednalo se o autonomní území Osmanské říše.

## Historie
Spojená knížectví byla vyhlášena v roce 1858 sjednocením dvou autonomních podunajských knížectví, Valašska a Moldávie. V roce 1881 bylo knížectví povýšeno na království a země získala nezávislost.

## Vlajka

1862–1866
od 1866